# MRマイクロスコピー
MRマイクロスコピー（Magnetic resonance microscopy：MRM）とは、高い空間分解能を有する核磁気共鳴画像法（MRI）である。どの程度の分解能以上からMRMと呼ぶかについては定説がなく、かつては、画素のどれかの1辺のサイズが、100μm以下のものがMRMと呼ばれていた。ところが現在では、画素サイズが数10μm立方以下の撮像をMRMと呼ぶことが多い。なお、臨床用MRIとMRMの中間の画素サイズの撮像は、しばしばMR microimagingと呼ばれる。

## 空間分解能

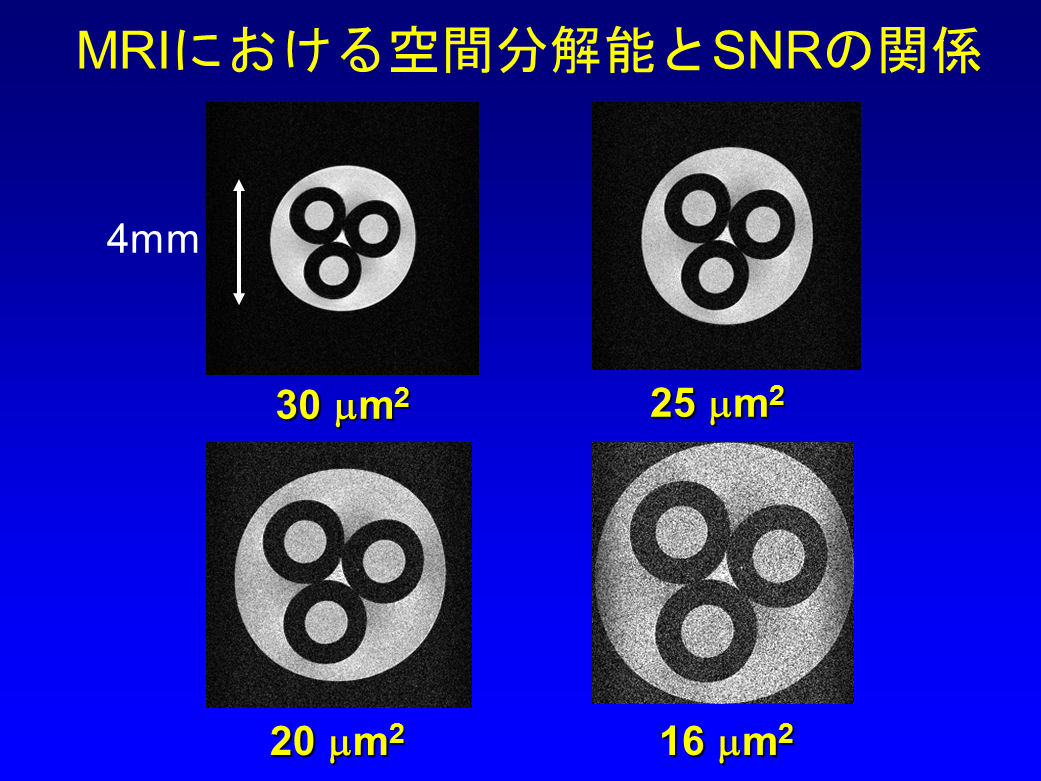
MRIにおける画素サイズとSNRの関係

MRMにおける空間分解能は、画素の1辺の長さで表すのではなく、画素の三次元的サイズないし画素体積で表すのが妥当である。これは、図に示すように、画像の信号対雑音比（SNR）が、画素サイズに比例するからである。よって、分解能は、画素の縦×横×奥行（μm）、もしくは体積（ピコリットルないしナノリットル）で表される。なお、10μm立方の画素サイズが、1ピコリットルに対応し、これが、実用的な空間分解能の限界の目安である。
よって、空間分解能を向上させるためには、画素あたりのSNRを向上させることが不可欠である。このための方法として、(1)できるだけ強い静磁場を使用する（最高20T程度の限界がある）、(2)感度の良い受信RFコイルを使用する（ソレノイドコイルもしくはサーフェイスコイル、冷却も有効）、(3)強力な勾配磁場コイルを使用する、(4)効率の良いパルスシーケンスを使用する（Compressed Sensingも選択肢）、(5)レシーバーのダイナミックレンジを拡大する、などが必要となる。

## 撮像法
臨床撮像では、マルチスライスがしばしば使われるが、MRMでは、三次元撮像法（3D imaging）が使われることが多い。これは、生体の切除標本など、必ずしも体軸が定義できない試料を撮像することが多いことから、等方的（isotropicな）撮像が望まれるからである。ただし、等方的な撮像では、空間的な構造を把握することがしばしば難しくなるため、最大値投影（Maximum Intensity Projection）などの方法を用いて空間構造を可視化したり、面内画素サイズの数倍（4～8倍程度）の厚さを持った3D撮像により、部分的投影効果により局所的な構造を可視化する方法なども有効である。

## 撮像ハードウェア(MR microscope)
高磁場（超伝導）磁石と高感度RFコイル（ソレノイドコイルもしくはサーフェイスコイル）の組み合わせが一般的である。静磁場強度は、最低でも1T（テスラ）、最高は20T程度が使われている。また、画素サイズは、勾配磁場強度によっても決定されるため、最低でも20G/cmもしくは200mT/mの勾配磁場が必要であり、これは、臨床用MRIの勾配磁場強度の数倍である。
超伝導磁石は、NMRスペクトロメーター用の縦型超伝導磁石が、静磁場強度、均一性、安定性、コストなどの点から最適である。RFコイルは、サンプルに最適化されたものを使用することが望ましいが、10μm以下の分解能を得るためには、特殊なものを自作する必要があり、一般には商用のものは使用できない。

## 研究の動向

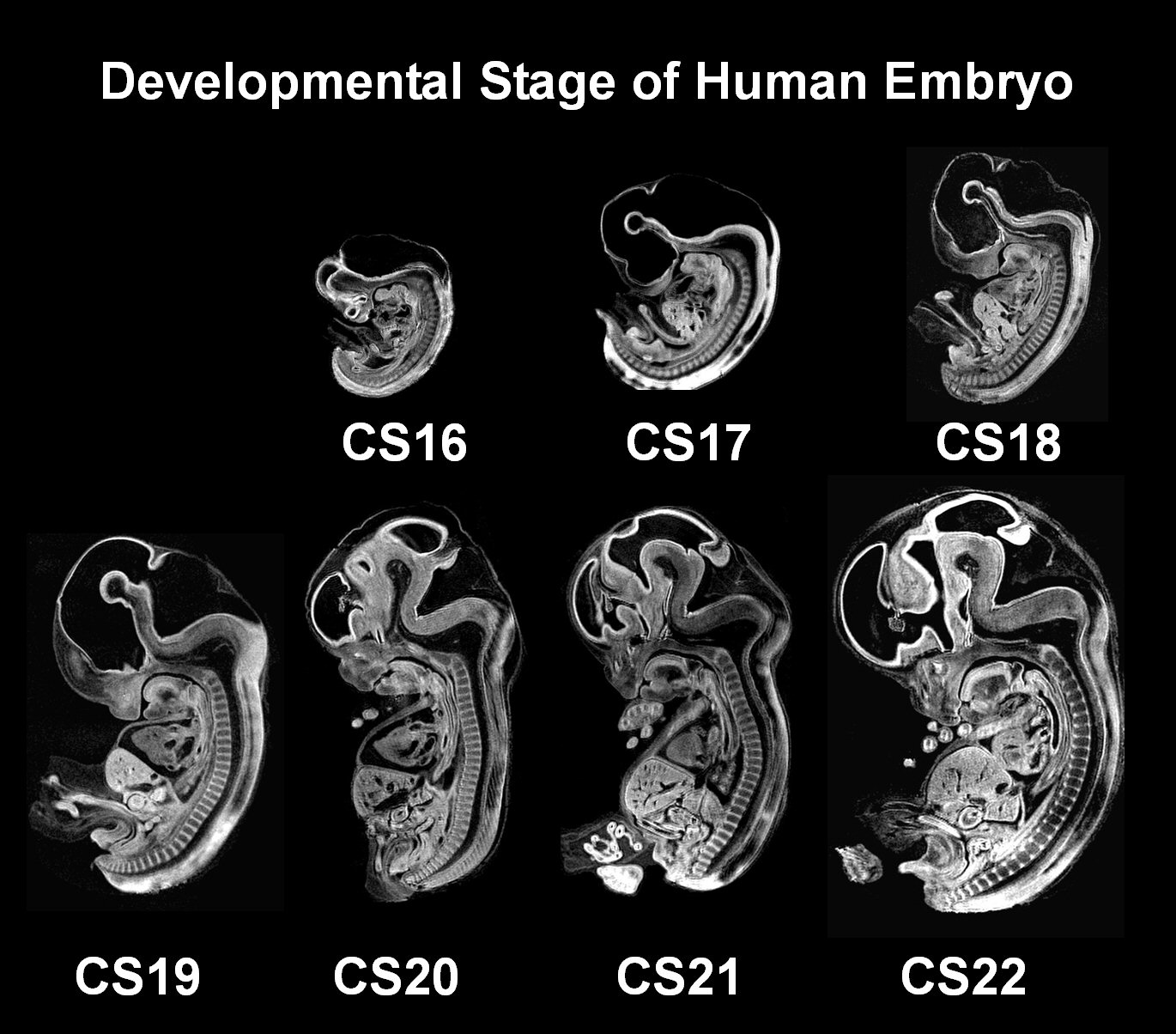
京都大学先天異常標本解析センターに所蔵のヒト胚子標本を9.4TのMRマイクロスコピーで撮像した画像

1980年代後半から、空間分解能（画素サイズ）への挑戦が継続的に行われ、特殊なサンプルに対しては、3μm立方程度の分解能まで報告されている。ところが、数μmレベルの分解能での実用的撮像はほとんどなく、多くの実用的撮像は、20～60μm立方で行われている。一番多いアプリケーションは、遺伝子操作などが行われたマウス脳である。他にも、ヒト胚子標本の撮像なども行われている。
MRMの適用分野はかなり広いと思われるが、技術のハードルが高いことと、装置が普及していないことにより、世界的にもユーザーは多くない。また、マイクロスコピーという名前のため、光学顕微鏡のレベルの空間分解能（サブミクロン）が期待されることが多いが、あくまでも、実用的に使えるのは数10μm立方のレベルであるため、非侵襲性、三次元性、自由水が観察できること、水の運動性に関する情報を得ることができる特徴を活かしてアプリケーションを考えるべきであろう。

## 撮像例
植物は、細胞の大きさによって緩和時間が異なり、また、水分量が多いため、MRMにより多様な構造を可視化することができる。なお、化学固定された標本の場合には、画像コントラストを付与することが難しいため、常磁性造影剤などを使用することも多い。

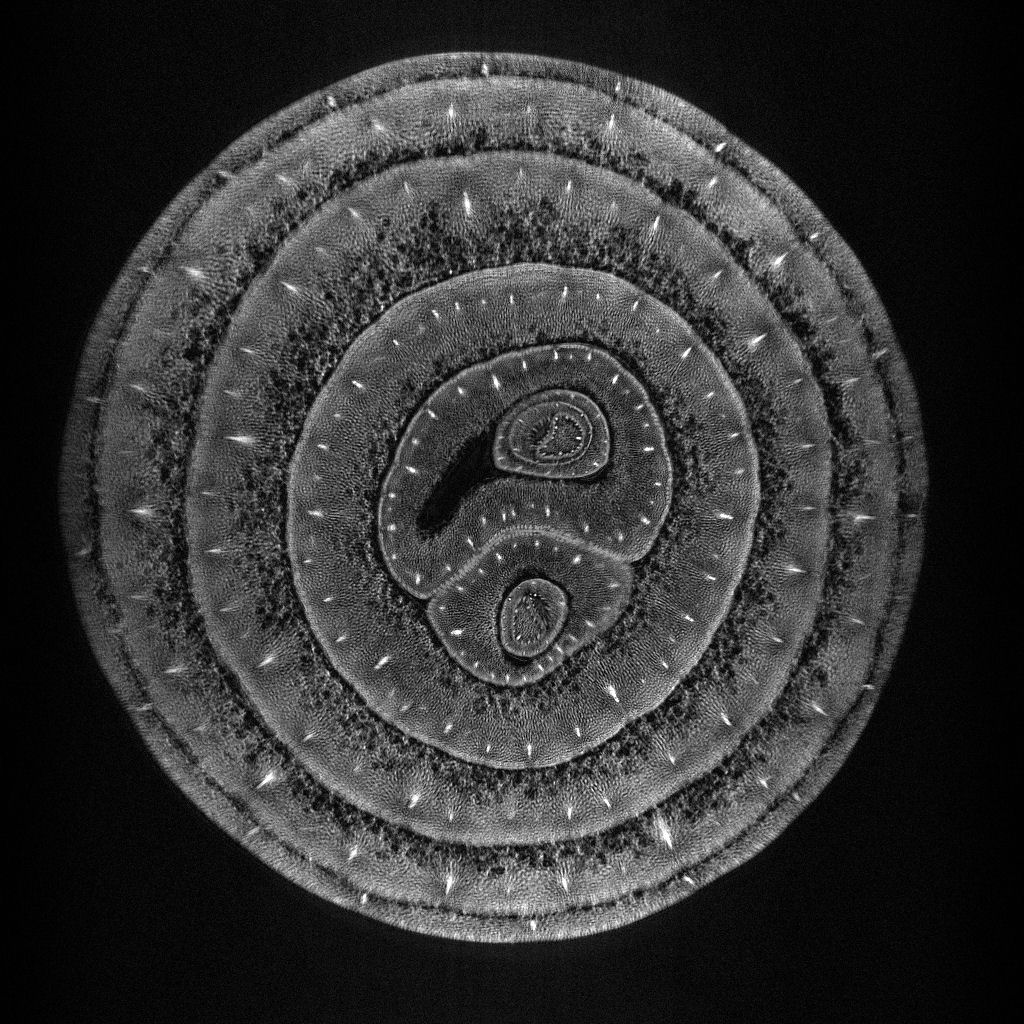
スライス厚0.64mm、面内画素サイズ40μmで撮像したペコロスの画像
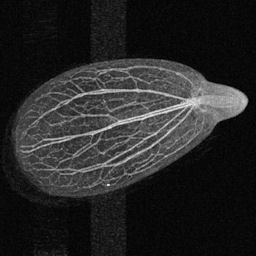
50μm立方の画素サイズで撮像しMIP法で可視化したリンゴの種の画像
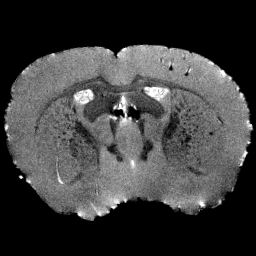
9.4Tで撮像した化学固定マウス脳の画像。40μm立方の画素サイズで撮像。

## 関連ムービー
- MR microscopy - YouTube
- MR microscopy of human embryo - YouTube
- MR microscopy of human embryo at 400 MHz - YouTube
- MR microscopy of a pecoros - YouTube